# کاکریک (کنتاکی)
کاکریک (به انگلیسی: Cow Creek) یک منطقهٔ مسکونی در ایالات متحده آمریکا است که در شهرستان آوسلی، کنتاکی واقع شده‌است. کاکریک ۲۱۴٫۸۹ متر بالاتر از سطح دریا واقع شده‌است.